# اجرتون (ویسکانسین)
اجرتون، ویسکانسین  (به انگلیسی: Edgerton) شهری در شهرستان دین راک ایالت ویسکانسین است که در سال ۱۸۸۳ بنیان‌گذاری شده‌است. این شهر طبق سرشماری سال ۲۰۱۰ میلادی ۵٬۴۶۱ نفر جمعیت داشته‌است.